# 꽃샘추위
꽃샘추위는 초봄에 날씨가 풀린 뒤 다시 찾아오는 일시적인 추위를 가리키는 고유어이다. 꽃이 피는 것을 시샘하는 듯이 춥다고 해서 이 이름이 붙었다. 꽃샘추위가 오면 갑자기 쌀쌀해진 날씨에 사람들은 옷을 두껍게 입고 다닌다. 꽃샘추위는 시베리아 고기압에 의한 것이다. 즉 겨울의 한기는 시베리아에서 유입되며 겨울에 시베리아 고기압의 영향을 받는 곳(중국이나 일본)에서도 꽃샘추위 비슷한 늦추위가 있다.
한반도나 동북아시아 등지에서 나타나는 기후 특징 중 하나이다. 